# Jair Oliveira (político)
Antônio Jair Oliveira Nascimento ou simplesmente Jair Oliveira (Mairiporã, 13 de agosto de 1950), é um político brasileiro e foi prefeito do município de Mairiporã.

## Vida pessoal
Jair Oliveira, como conhecido no município, era casado com Ana Lúcia Loesch Gouvêa Oliveira, falecida em 14 de outubro de 2020 (66 anos). Na gestão de Jair de Oliveira entre 2001 a 2004, Ana havia sido titular da Secretaria da Assistência Social. 
Jair também possui três filhos (José Luiz, Mila e Marcela) e netos.

## Carreira política
Jair Oliveira tinha interesse em unir forças com a iniciativa privada e os governos federal e estadual para criar o Museu Nacional do Cinema nos galpões onde funcionava a Multifilmes, pois, embora tivesse a consciência do valor cultural e dos benefícios que a implantação desse museu traria à cidade, precisava primeiramente quitar os débitos do município que era de R$19 milhões de reais.

### Criação da biblioteca e órgãos do meio ambiente
Em 1983, diante de várias moradias que desabaram no município, o prefeito, por meio de lei, concedeu isenção de taxas e emolumentos incidentes sobre a concessão de casas populares para as famílias vítimas do desabamento, e criou o fundo social de solidariedade que teria o objetivo de mobilização da comunidade para atender às necessidades e problemas sociais locais.
Em 1984, diante da preocupação com a saúde dos municípes, proibiu que as pessoas fumassem nos ônibus municipais.
Em 10 dezembro de 1985, criou a biblioteca pública do município, que mais tarde foi denominada "Paul Percy Harris".
Em 1987, criou e definiu as atribuições do Conselho de Defesa do Meio Ambiente (COMDEMA), órgão responsável pela definição e execução da política de proteção e melhoria das condições ambientais.

### Investimento em segurança
Jair Oliveira foi eleito por 12.398 votos (44,05%).
Em 2001, coordenou o Grupo de Acompanhamento Legislativo do Fórum Metropolitano de Segurança, fórum este que foi o responsável por colocar em prática a Lei Seca.
Nas eleições de 2002, apoiou o Geraldo Alckmin, então candidato á governador do Estado de São Paulo.

### Recandidatura indeferida
Em 2016, Jair tentou candidatar-se a vereador pelo partido Democratas, mas teve seu pedido indeferido pelo Tribunal Superior Eleitoral.